# Međuopćinska nogometna liga Virovitica – Đurđevac 1980./81.
Međuopćinska nogometna liga Virovitica – Đurđevac je bila liga šestog stupnja nogometnog prvenstva Jugoslavije u sezoni 1980./81. 

Sudjelovalo je 12 klubova, a prvak je bio "Graničar" iz Đurđevca.

## Ljestvica
| mj. | klub                    | ut. | pob. | ner. | por. | gol+ | gol- | bod |
| --- | ----------------------- | --- | ---- | ---- | ---- | ---- | ---- | --- |
| 1.  | Graničar Đurđevac       | 22  | 17   | 0    | 5    | 86   | 35   | 34  |
| 2.  | Partizan Suhopolje      | 22  | 13   | 3    | 6    | 83   | 36   | 29  |
| 3.  | Drava Terezino Polje    | 22  | 12   | 4    | 6    | 67   | 40   | 28  |
| 4.  | Drava Podravske Sesvete | 22  | 13   | 2    | 7    | 60   | 42   | 28  |
| 5.  | Rezovac                 | 22  | 11   | 6    | 5    | 49   | 31   | 28  |
| 6.  | Borac Virovitica        | 22  | 11   | 3    | 8    | 47   | 38   | 25  |
| 7.  | Crvena zvezda Obilićevo | 22  | 9    | 7    | 6    | 51   | 43   | 25  |
| 8.  | Proleter Lukač          | 22  | 10   | 4    | 8    | 62   | 47   | 24  |
| 9.  | Bratstvo Gornje Bazje   | 22  | 7    | 4    | 11   | 39   | 67   | 18  |
| 10. | Proleter Bušetina       | 22  | 5    | 4    | 13   | 42   | 75   | 14  |
| 11. | Omladinac Kalinovac     | 22  | 3    | 3    | 16   | 30   | 81   | 9   |
| 12. | Podravac Virje          | 22  | 0    | 2    | 20   | 23   | 109  | 2   |

- Obilićevo, skraćeno za Novo Obilićevo – tadašnji naziv za Zvonimirovo

## Rezultatska križaljka
| kratica | klub                    | BOR | BRA | CRVZ | DRAPS | DRAPT | GRA | OML | PAR | POD | PROB | PROL | REZ |
| --- | ----------------------- | --- | --- | ---- | ----- | ----- | --- | --- | --- | --- | ---- | ---- | --- |
| BOR | Borac Virovitica        |     |     |      |       |       |     |     |     |     |      |      |     |
| BRA | Bratstvo Gornje Bazje   |     |     |      |       |       |     |     |     |     |      |      |     |
| CRVZ | Crvena zvezda Obilićevo |     |     |      |       |       |     |     |     |     |      |      |     |
| DRAPS | Drava Podravske Sesvete |     |     |      |       |       |     |     |     |     |      |      |     |
| DRATP | Drava Terezino Polje    |     |     |      |       |       |     |     |     |     |      |      |     |
| GRA | Graničar Đurđevac       |     |     |      |       |       |     |     |     |     |      |      |     |
| OML | Omladinac Kalinovac     |     |     |      |       |       |     |     |     |     |      |      |     |
| PAR | Partizan Suhopolje      |     |     |      |       |       |     |     |     |     |      |      |     |
| POD | Podravac Virje          |     |     |      |       |       |     |     |     |     |      |      |     |
| PROB | Proleter Bušetina       |     |     |      |       |       |     |     |     |     |      |      |     |
| PROL | Proleter Lukač          |     |     |      |       |       |     |     |     |     |      |      |     |
| REZ | Rezovac                 |     |     |      |       |       |     |     |     |     |      |      |     |
| |                         |     |     |      |       |       |     |     |     |     |      |      |     |
| podebljan rezultat - utakmice od 1. do 11. kola (1. utakmica između klubova) rezultat normalne debljine - utakmice od 12. do 22. kola (2. utakmica između klubova) rezultat nakošen - nije vidljiv redoslijed odigravanja međusobnih utakmica iz dostupnih izvora rezultat smanjen * - iz dostupnih izvora nije uočljiv domaćin susreta prekrižen rezultat - poništena ili brisana utakmica p - utakmica prekinuta 3:0 p.f. / 0:3 p.f. - rezultat 3:0 bez borbe n.i. - nije igrano |                         |     |     |      |       |       |     |     |     |     |      |      |     |

 Izvori: